# Bruce Oldfield
Pour les articles homonymes, voir Oldfield.
Bruce Oldfield, né le 14 juillet 1950 à Londres, est un styliste et créateur de mode britannique, connu pour ses créations de vêtements de cérémonie.

## Biographie
Parmi ses clients figurent Sienna Miller, Barbra Streisand, Catherine Zeta-Jones, Diana Ross, Emmanuelle Seigner, Rihanna, Kelly Brook, Taylor Swift, Elizabeth McGovern, Rosamund Pike, Anjelica Huston, Faye Dunaway, Jacqueline Jossa, Melanie Griffith, Charlotte Rampling, Jerry Hall, Joan Collins, la reine Noor de Jordanie, Camilla Parker Bowles, duchesse de Cornouailles, la reine Rania de Jordanie et Diana, princesse de Galles.